# Simnia hammesi
Simnia hammesi is een slakkensoort uit de familie van de Ovulidae. De wetenschappelijke naam van de soort is voor het eerst geldig gepubliceerd in 1982 door Bertsch & Bibbey.